# Midono-juku

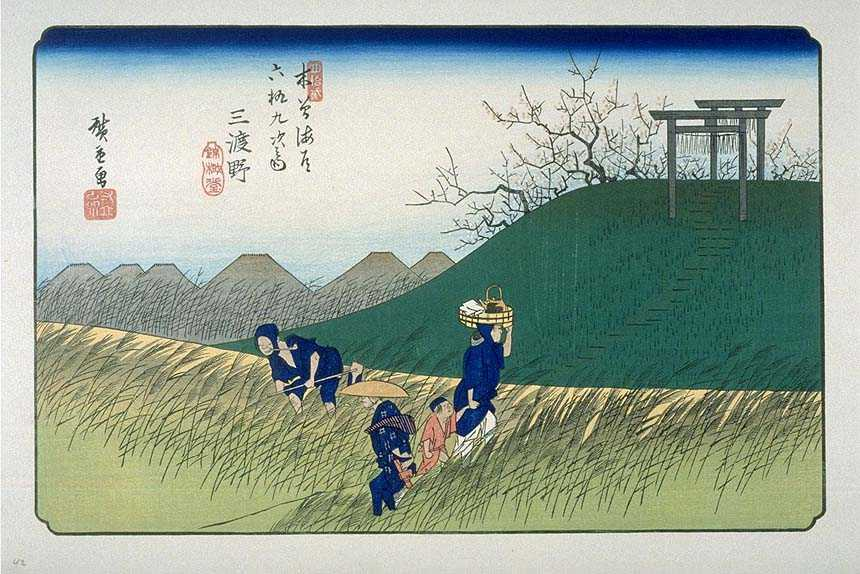
Midono-juku, estampe de Hiroshige de la série Les Soixante-neuf Stations du Kiso Kaidō.

Midono-juku (三留野宿, Midono-juku) était la quarante et unième des soixante-neuf stations du Nakasendō et la neuvième des onze stations du Kisoji. Elle est située dans le village de Nagiso, dans le district de Kiso de la préfecture de Nagano au Japon. À l'origine, son nom s'écrivait 御殿宿 (Midono-juku).

## Histoire
La partie nord de la station de Nagiso marque l'emplacement originel de Midono-juku. Cependant, après qu'un grand incendie a détruit de nombreux bâtiments en 1881, la ville décida de développer les liaisons ferroviaires et déplaça Midono-juku à son actuel emplacement. On trouve dans la ville des bâtiments représentatifs des périodes Edo, Meiji, Taishō et Shōwa, y compris les restes d'une grande centrale électrique de la période Taishō.

## Stations voisines
Nakasendō et Kisoji
Nojiri-juku – Midono-juku – Tsumago-juku